# Les Trois Amis de l'hiver

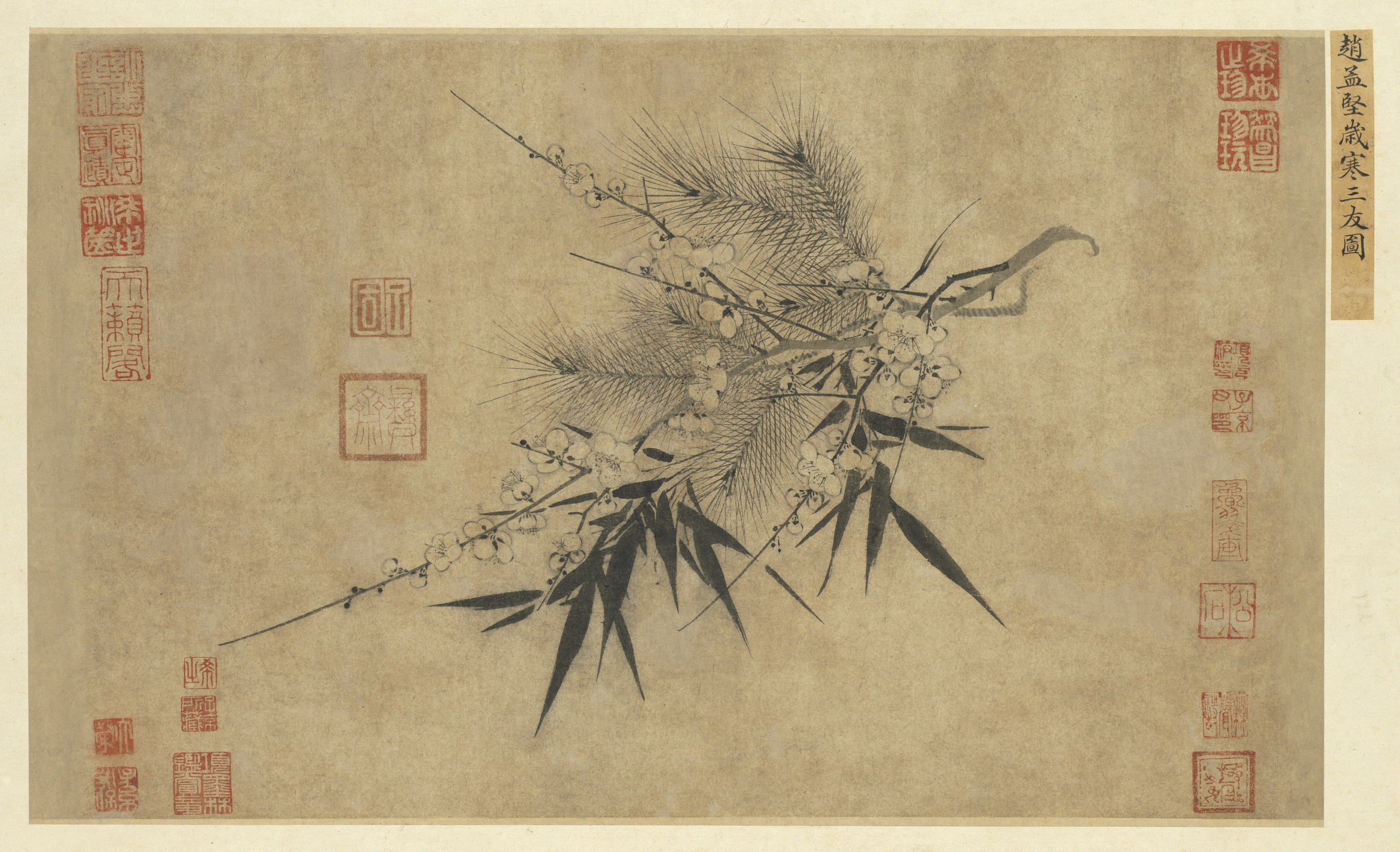
Les trois amis de l´hiver par Zhao Mengjian

Les trois amis de l'hiver, également connus sous le terme les trois amis du froid, les trois amis de la saison froide, ou encore Suihan Sanyou, font référence aux trois plantes suivantes : le pin, le bambou et l'abricotier du Japon (ou encore prunus). Chaque année, alors que l´hiver approche, la plupart des plantes commencent à dépérir. Ce n'est pas le cas du pin, du bambou et de l'abricotier du Japon, ce qui leur vaut cette appellation en Chine. Ils sont entrés dans les conventions de l'art asiatique, et incarnent à eux trois les vertus de persévérance, d'intégrité et de modestie. Ils sont très respectés en tant que tels dans le confucianisme, et représentent les qualités primordiales de l'homme lettré,

## Utilisation dans les arts

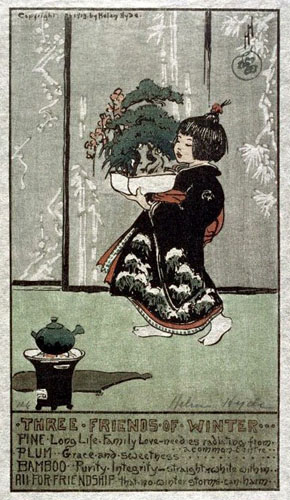
Gravure sur bois d´Helen Hyde évoquant les trois amis de l´hiver

Il est courant de trouver des représentations des trois amis de l'hiver dans l'art chinois, ainsi que dans les arts influencés par ce dernier. Jusqu'à aujourd’hui, on les trouve en peinture, en littérature, en aménagement paysagiste ainsi que dans le domaine du textile et de la céramique.
Les trois plantes associées apparaissent pour la première fois dans un poème du poète Zhu Qingyu (朱慶餘), sous la dynastie Tang au IXe siècle. L'artiste Zhao Mengjian (趙孟堅, vers 1199-1264), actif sous la dynastie Song, fut notamment (avec d'autres artistes de l'époque) à l'origine de la popularisation du motif des trois amis de l'hiver en peinture. La première mention connue du terme des "trois amis de l'hiver" a été trouvée dans la littérature, dans un texte de l'écrivain Lin Jingxi (林景熙, 1242-1310), actif sous la dynastie Song.
En peinture, la manière dont les trois plantes sont représentées dépend des objets présents dans la composition. Dans beaucoup de cas, les branches des trois plantes sont surimposées pour former un motif uni. Dans d'autres cas, les plantes sont disséminées sur différents objets présentés non loin les uns des autres, par exemple sur différents panneaux de bois dans un même bâtiment, ou sur des parchemins, voire sur des paravents mitoyens comme dans l'œuvre de Yamamoto Baiitsu ci-dessous.
Dans la porcelaine d'Imari, originaire du Japon, seulement une petite partie des plantes est unifiée au centre du médaillon des assiettes, tandis que le reste des plantes est traité de façon plus libre sur les bords extérieurs.
Le motif a été repris plus tard en Occident, par des artistes influencés par la culture asiatique. On peut citer par exemple les impressions sur bois d'Helen Hyde en 1913 : parmi ces xylographies, on recense une image nommée "Three friends of winter" (les trois amis de l'hiver), représentant une jeune fille japonaise portant un pot, contenant un jardin bonsaï composé des trois plantes. 
Plus récemment, le compositeur David Loeb a composé trois petites pièces portant ce titre, pour orgue à bouche (Khên), flûte, guitare, violoncelle et percussions.
Les trois amis de l'hiver se retrouvent également dans nombre de titres de morceaux de jazz. Francesco Bruno, guitariste italien de jazz fusion, a composé un morceau intitulé "Three friends of winter" sur son album "El Lugar" en 2002. En Australie, le Tim Stevens Trio a réalisé une improvisation de jazz intitulée "Three friends of winter" en 2006. L'Anglais Kevin Kendle a également composé un morceau portant le même titre sur son album "The Mandarin's Garden" en 2010.

### Galerie des trois amis de l´hiver dans les arts

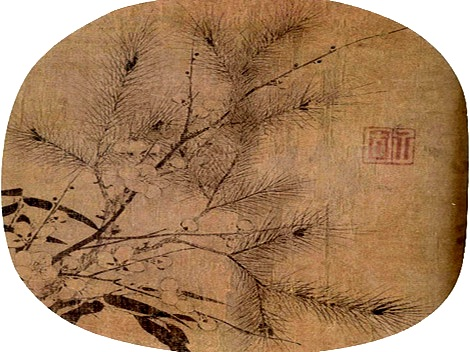
Un éventail peint par Zhao Mengjian (c.1199-1264), Musée de Shanghai
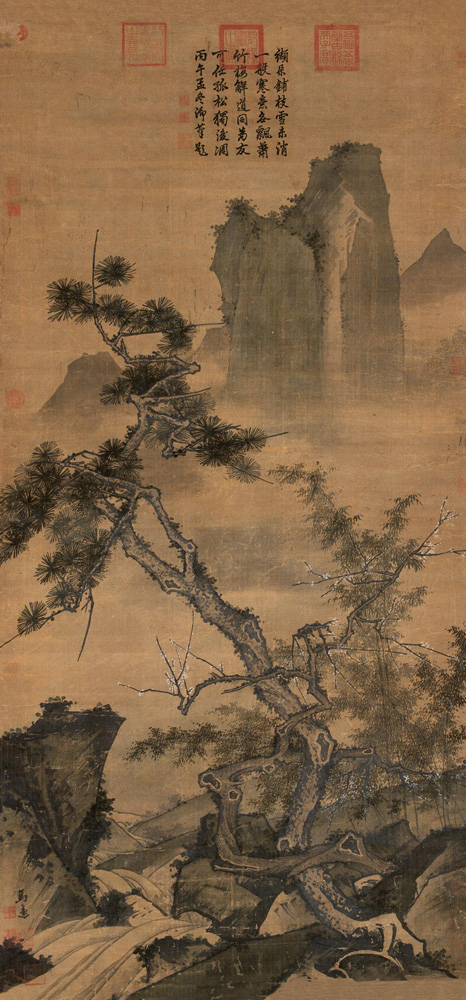
Une peinture sur parchemin de Ma Yuan (vers 1160–1225)
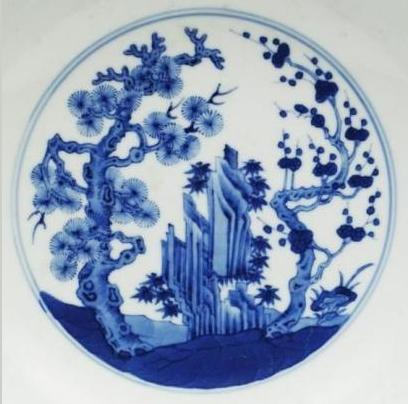
Une assiette en porcelaine datant du règne de l´empereur Qianlong  (1735 - 1796)
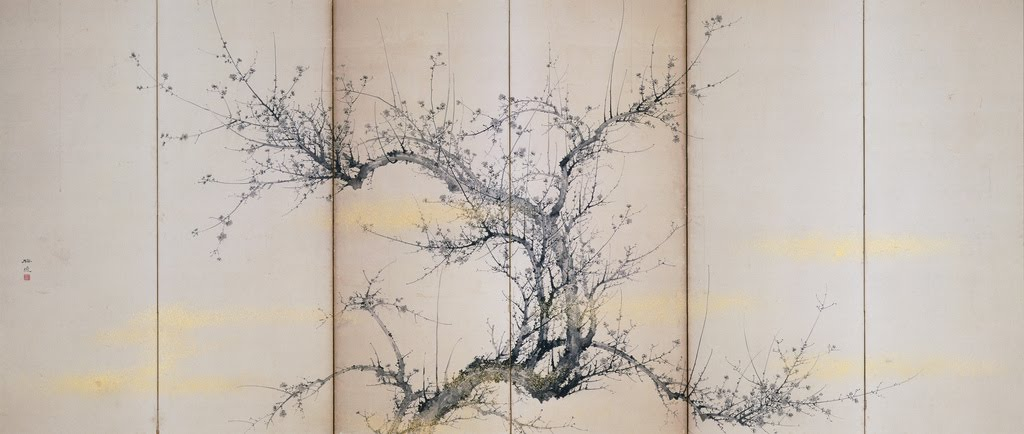
Le premier d´un ensemble de 6 panneaux peints par Yamamoto Baiitsu (1783-1856)
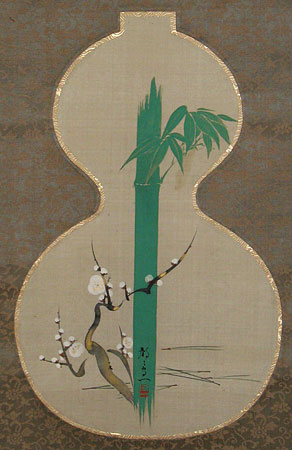
Une peinture de Suzuki Shuitsu (1823-1889) où le pin est évoqué par les aiguilles au sol

## Symbolisme culturel
Dans la culture chinoise, le lien entre le pin, le bambou et le prunus se retrouve dans leur épanouissement commun au cœur de l´hiver. 
Le pin et l'abricotier du Japon libèrent leur fragrance au contact avec l'air froid, ce qui leur vaut d'être considérés comme des plantes apportant de la distinction à des conditions défavorables. Cet aspect encore mis en valeur par les feuilles persistantes du pin et du bambou, et la floraison de l'abricotier du Japon alors même que la neige est encore au sol. Ces raisons font des trois amis de l'hiver des symboles de persévérance et d'intégrité. Ils symbolisent également la longévité : le bambou et le pin du fait de leurs feuilles persistantes, et le prunus parce que ses branches les plus anciennes refleurissent toujours.
Observés dans d'autres conditions météorologiques, ces plantes se voient attribuées d'autres vertus.
Le pin, qui résiste au vent, devient alors symbole d'endurance, alors que le bambou se plie sous le vent et survit grâce à une réaction opposée. Les fleurs du prunus se dispersent quant à elles sous la brise du printemps, et symbolisent alors le caractère éphémère de la vie et de la beauté.

### Au Japon
Au Japon, on retrouve les trois plantes sous l'appellation "Shochikubai". Elles sont également connues sous le nom des "trois amis de bon augure" et sont associées à la période de la nouvelle année lunaire. Elles y apparaissent alors sur les cartes de vœux, les compositions florales, mais également dans la forme des petits gâteaux traditionnels préparés à cette époque de l'année.
Elles sont également utilisées au Japon comme système de graduation traditionnel, où le pin marque la qualité la plus haute, le bambou une qualité moyenne, et le prunus la plus basse qualité. Ainsi, la taille et le prix des menus dans les restaurants japonais, ou encore les bouteilles de saké sont souvent notées par ce système.

### Les trois amis de l´hiver au Japon

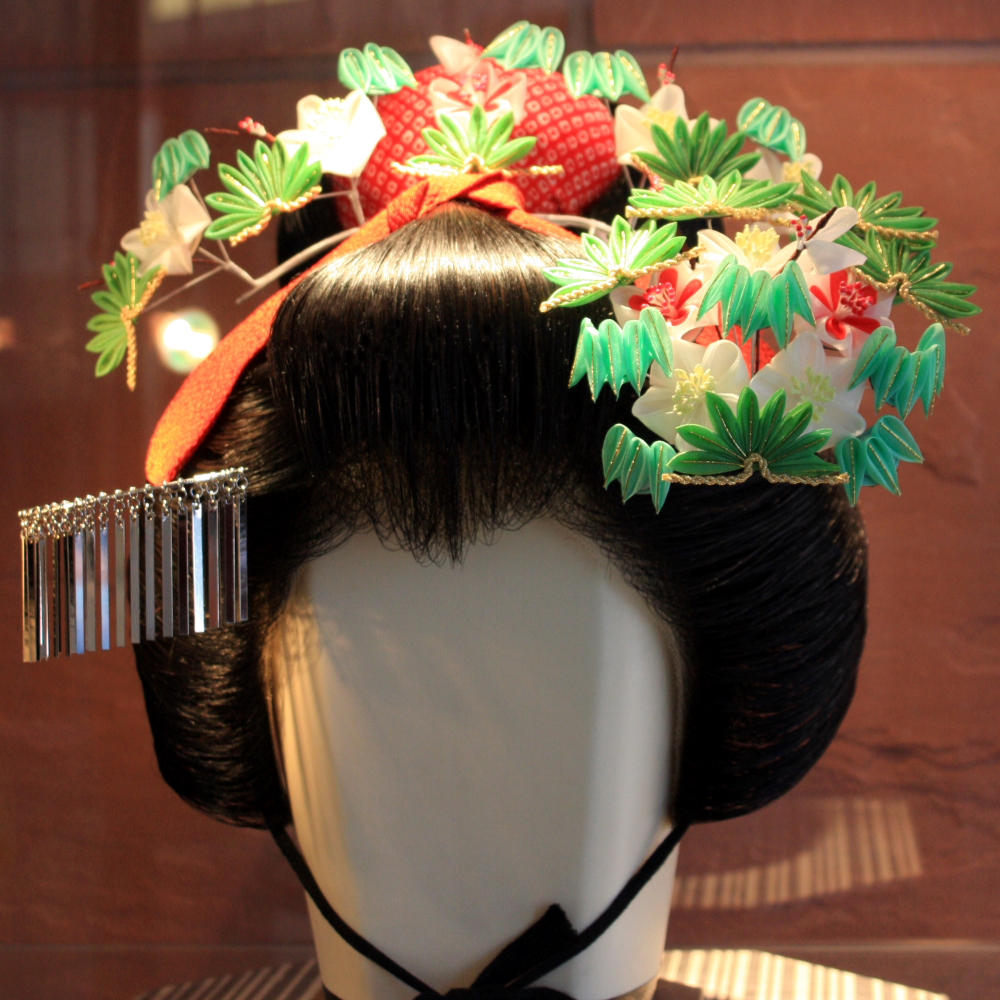
Une coiffe de geisha décorée des motifs des trois amis de l´hiver
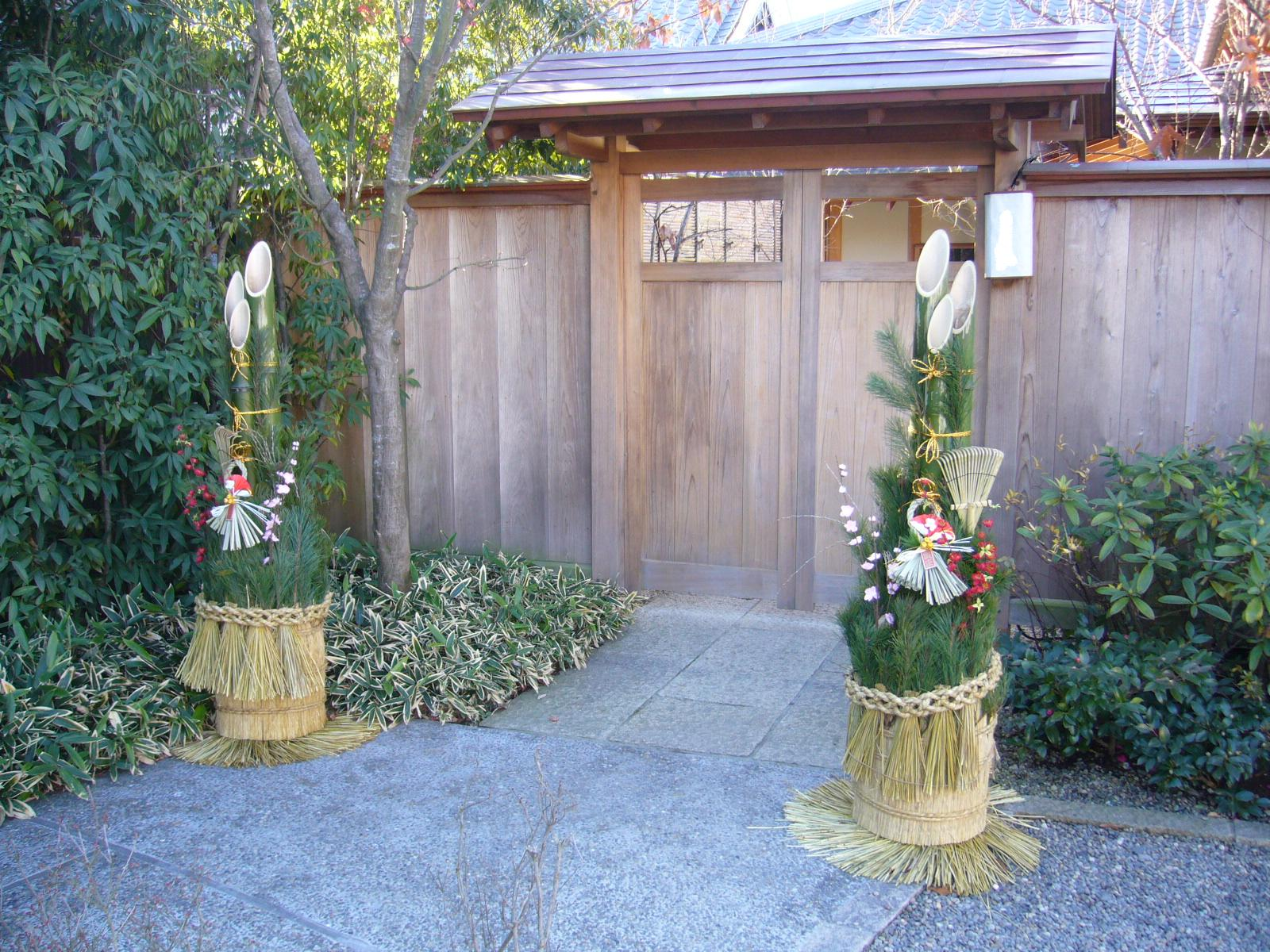
Décoration du nouvel an composée de pin, de bambou et de fleurs de prunus, à Katori, au Japon
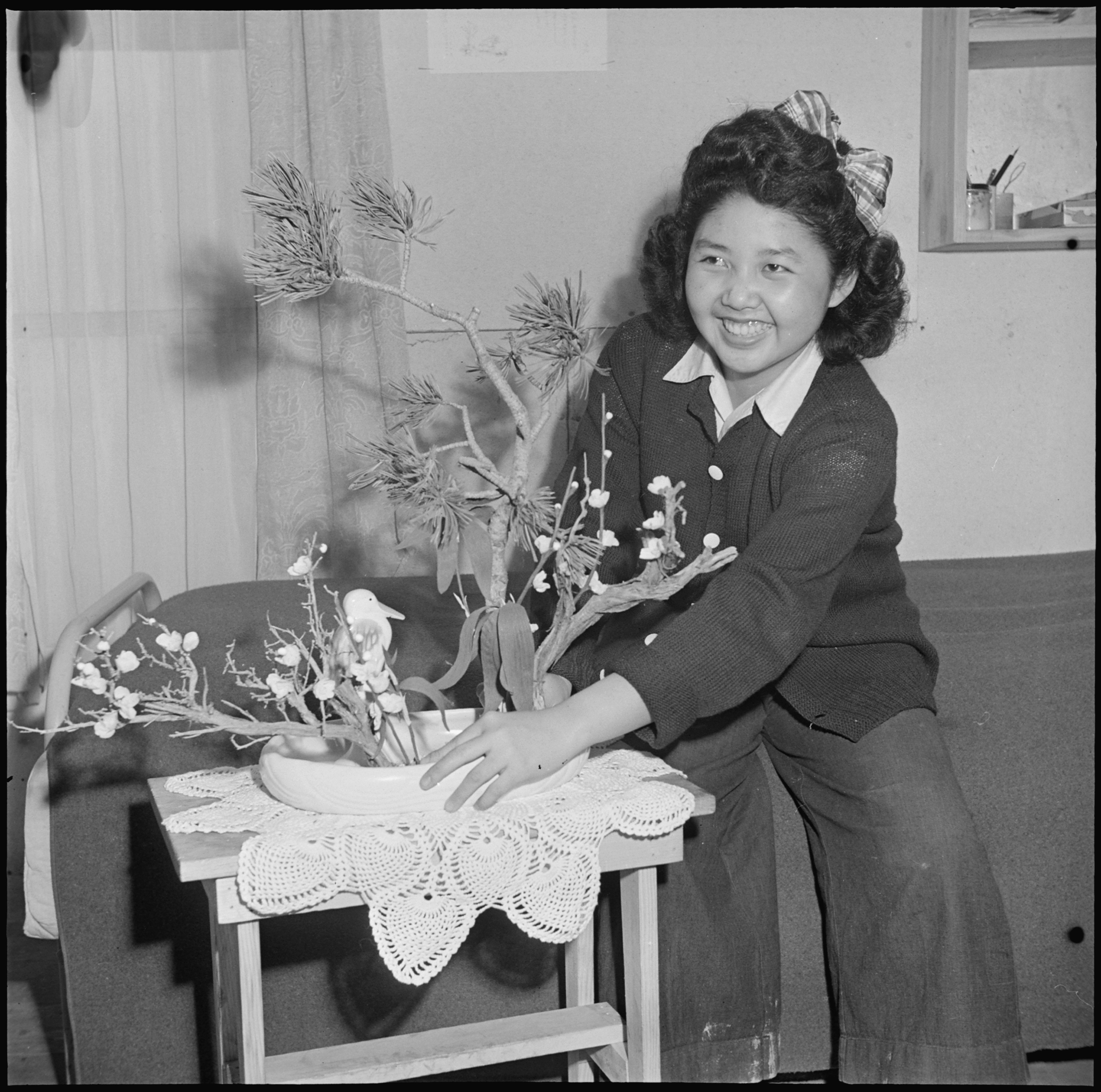
Ruby Hifumi, une étudiante japonaise, présente un arrangement floral du nouvel an composé des 3 amis du froid dans le Wyoming, 1943
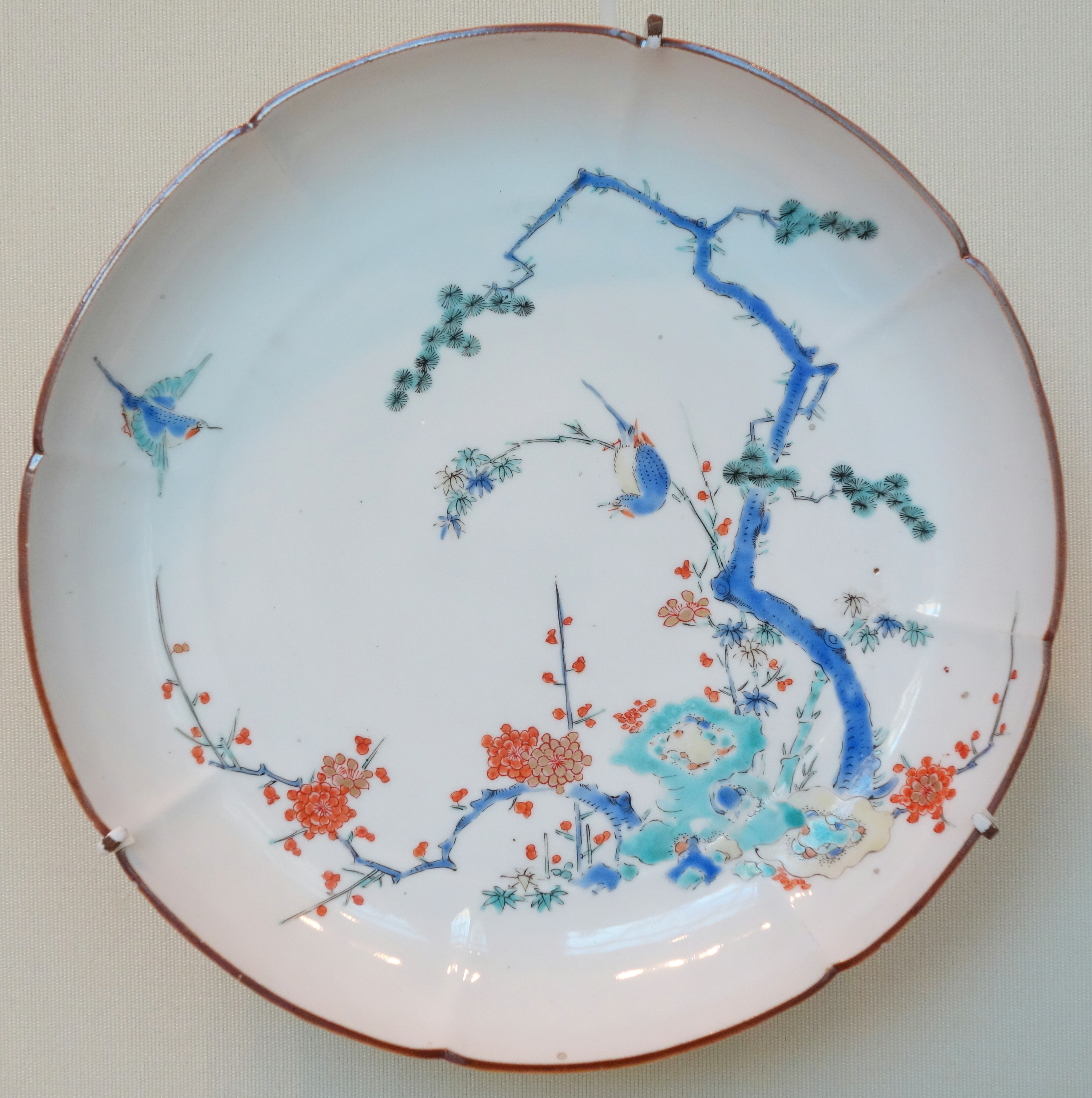
Motif des trois amis de l´hiver sur une assiette de style Kakiémon réalisée à Arita

### Dans les arts martiaux
- En Aïkido, le Shochikubai est un assaut qui reprend des principes de l'Aïkido et du Kenjutsu. L'expression fait allusion aux trois amis de l'hiver: Sho pour le pin, Chiku pour le bambou et bai pour le prunus[9].

- En Nanbudo, art martial créé en 1978 par Maître Yoshinao Nanbu, il existe un kata supérieur personnalisé nommé Shochikubai. Il fait également référence aux trois amis de l'hiver et est appelé kata du bonheur.

## Symbolisme religieux
Au Japon, les trois amis de l'hiver ont également un symbolisme religieux, puisqu'ils sont associés aux trois religions principales d'Asie : le bouddhisme, le taoïsme et le confucianisme.
Parmi les trois grands philosophes associés à ces religions, à savoir respectivement Bouddha, Lao Tseu et Confucius, les deux derniers sont nés et ont grandi en Chine. 
Selon Sima Qian, les noms et prénoms de Lao Tseu étaient formés des caractères Li (prune) et Er (oreille). La légende veut que la mère de Lao Tseu l'ait conçu sous un prunus en apercevant une météorite, ou bien encore qu'elle l'ait conçu en mangeant une prune magique. Ge Xuan explique quant à lui que Lao Tseu aurait désigné un prunus du doigt à sa naissance, ce qui lui aurait valu son nom de famille. D'autres versions enfin avancent qu'il serait né sous un prunier. Il est souvent représenté à côté d'un prunus.
Le bambou est lui le symbole des vertus confucéennes. Parmi les nombreuses significations qui lui sont attribuées, il convient de noter sa symbolique sociale : le bambou pousse en touffes, et si les tiges ont l'air indépendantes à l'air libre, elles sont en réalité reliées par un réseau complexe de rhizomes en profondeur. 
Enfin, si le Bouddha est associé le plus souvent à la fleur de lotus, il n'est pas rare de le voir représenté avec un pin. En effet, Bouddha est mort dans un bois, et s'il est improbable qu'il se soit agit d'un bois de pins, il arrive que les Chinois et les Japonais associent les forêts de pins à cet événement.